# Sergi Darder (cyclisme)
Pour l’article homonyme, voir Sergi Darder.
Darder i Gari est un nom catalan. Le premier nom de famille, paternel, est Darder ; le second, maternel, souvent omis, est Gari ; les deux sont fréquemment liés par la conjonction « i ».
Sergi Darder Gari, né le 30 juin 2003, est un coureur cycliste espagnol.

## Biographie
Sergi Darder est originaire de Catalogne. Il commence le cyclisme durant son enfance au Club Ciclista Sant Boi, où il évolue dans les catégories de jeunes. 
En 2019, il termine notamment troisième du championnat d'Espagne sur route cadets (moins de 17 ans). Deux ans plus tard, il s'impose à trois reprises chez les juniors (moins de 19 ans). Il intègre ensuite le club Drone Hopper-Gsport en 2022 pour ses débuts espoirs. 
Lors de la saison 2023, il se distingue chez les amateurs en obtenant cinq victoires et diverses places d'honneur. Il remporte notamment une étape du Tour de Guadalentín et du Mémorial Manuel Sanroma, grâce à ses qualités de sprinteur. Après ses performances, il passe professionnel en 2024 au sein de la nouvelle équipe continentale Illes Balears-Arabay,.

## Palmarès
- 2019
  - 3e du championnat d'Espagne sur route cadets
- 2021
  - Gran Premi Ciutat del Prat
  - Mémorial Fidel Bagan
  - Trofeo San Pascual
- 2022
  - Díptico de Vigo
  - Grand Prix de la ville de Vigo
  - Gran Clàssica Modest Capell
- 2023
  - 1re étape du Tour de Guadalentín
  - 2e étape du Mémorial Manuel Sanroma
  - Grand Prix de la ville de Vigo
  - Volta al Montsiá
  - 5e étape du Tour d'Hispanie
  - 2e du Mémorial Manuel Sanroma
  - 2e du Mémorial Ángel Lozano
  - 3e du Circuito Guadiana